# دوري كرة القدم السلوفيني الدرجة الثانية 2003–04
دوري كرة القدم السلوفيني الدرجة الثانية 2003–04 (بالإيطالية: Druga slovenska nogometna liga 2003-2004)‏ هو الموسم 13 من دوري كرة القدم السلوفيني الدرجة الثانية ‏. أشرف على تنظيمه اتحاد سلوفينيا لكرة القدم، وكان عدد الأندية المشاركة فيه 12، وفاز فيه نادي رودار فيلينيه.